# Dieter Skiba
Dieter Skiba (* 28. September 1938) ist ein ehemaliger Offizier des Ministeriums für Staatssicherheit (MfS), der heute als Autor aktiv ist.
Beim Ministerium für Staatssicherheit war Skiba von 1958 bis 1990 tätig: ab 1971 im Rang eines Hauptmanns, ab 1975 als Major und ab 1981 als  Oberstleutnant. Skiba machte 1980 an der Hochschule des Ministeriums für Staatssicherheit einen Abschluss als Diplom-Jurist und wurde später auch promoviert. Er arbeitete seit 1968 bei der für die Aufklärung von Nazi- und Kriegsverbrechen zuständigen Hauptabteilung IX/11, die er vom 1. August 1989 bis zu seiner Entlassung im Rahmen der MfS-Auflösung leitete.
Zu seiner früheren Tätigkeit im MfS veröffentlichte er verschiedene Beiträge und wirkte auch als Zeitzeuge in der fünfteiligen ZDF-Doku Das Erbe der Nazis mit.

## Schriften
- Der Beitrag der Organe des MfS bei der konsequenten Verfolgung von Nazi- und Kriegsverbrechen und Verbrechen gegen die Menschlichkeit. Diplomarbeit. Juristische Hochschule des MfS, Potsdam 1980
- mit Karli Coburger: Die Untersuchungsorgane des MfS. in: Reinhard Grimmer, Werner Immler, Willi Opitz, Wolfgang Schwanitz (Hrsg.): Die Sicherheit. Zur Abwehrarbeit des MfS, Edition Ost, Berlin 2002, ISBN 978-3-360-01044-5
- mit Reiner Stenzel: Im Namen des Volkes. Ermittlungs- und Gerichtsverfahren in der DDR gegen Nazi- und Kriegsverbrecher, Edition Ost, Berlin 2016, ISBN 978-3-360-01850-2